# 佐洛托林
51°4′35″N 26°18′38″E / 51.07639°N 26.31056°E
佐洛托林（烏克蘭語：Золотолин），是烏克蘭西北部的村莊，隸屬里夫內州的里夫內區。該村始建於1577年，面積3.98平方公里，海拔高度164米，2019年人口885，人口密度每平方公里243.5人。